# Herbert Jamison
Herbert Brotherson Jamison (19. juli 1875 i Peoria, Illinois – 22. november 1938 i Peoria, Illinois) var en amerikansk atlet som deltog i de første moderne olympiske lege 1896 i Athen.
Jamison kom på en andenplads i finalen på 400 meter med tiden 55,2 ved OL 1896 i Athen, efter sin landsmand Tom Burke som vandt med 54,2.

## Personlig rekord
- 400 meter: 55,2 (1896)